# Rudolf Droz
Rudolf Droz (9 gennaio 1888 – 27 novembre 1946) è stato un calciatore tedesco, di ruolo attaccante.